# Kusakowate Wenezueli
Kusakowate Wenezueli, koleopterofauna Wenezueli – ogół taksonów chrząszczy z rodziny kusakowatych (Staphylinidae), których występowanie stwierdzono na terenie Wenezueli.
lista nie jest kompletna

## Balinki(Scydmaeninae)
W Wenezueli stwierdzono m.in:
- Pseudocephennium araguanum
- Pseudocephennium auriculatum
- Pseudocephennium integricolle[3]
- Pseudocephennium maximum
- Venezolanoconnus meridanus
- Venezolanoconnus minimus
- Venezolanoconnus bejumanus

## Kusaki(Staphylininae)
W Wenezueli stwierdzono m.in:

- Agerodes amethystinus
- Agerodes coelestinus
- Agerodes punctipennis
- Agerodes simoni
- Atanygnathus collaris
- Cafius caribeanus[5]
- Chroaptomus flagrans
- Belonuchus amplipennis
- Belonuchus avidus
- Belonuchus breviceps
- Belonuchus cognatus
- Belonuchus dichrous
- Belonuchus ephippiatus spp. simplex
- Belonuchus falsus
- Belonuchus haemorrhoidalis spp. cognatus
- Belonuchus modestus
- Belonuchus moritzi
- Belonuchus planiceps
- Belonuchus satyrus
- Belonuchus venezolanus
- Belonuchus viridipennis spp. dejectus
- Diochus nanus spp. flavicans
- Eulissus vagus
- Gastrisus venezolanus
- Heterothops tovarensis
- Holisus analis
- Holisus collaris
- Leptopeltus flavipennis
- Neobisnius ludicrus
- Neohypnus attenuatus
- Nordus championi
- Nordus testaceus
- Ocyolinus ganglbaueri
- Ocyolinus rugatus
- Paederomimus cibricollis spp. trinidadensis
- Phanolinus pretiosus spp. pretiosus, spp. vicarius
- Philonthus cribrellus
- Philonthus cyaneoaureus
- Philonthus dispersus
- Philonthus feralis
- Philonthus figulus spp. amazonicus
- Philonthus hepaticus spp. parvimanus
- Philonthus indigaceus
- Philonthus labilis
- Philonthus lucidanus spp. lucidanus
- nawozak krępy (Philonthus politus) spp. aeneus
- Philonthus prismalis
- Philonthus semicupreus
- Philonthus suspectus spp. quadraticollis
- Philonthus trochilus
- Philothalpus analis
- Philothalpus fasciatus
- Philothalpus fervidus
- Plochionocerus humeralis
- Plochionocerus marquezi[6]
- Quedius aurofasciatus
- Quedius columbinus
- Quedius triangulum
- Quedius viridipennis
- Scytalinus rugiceps
- Smilax pilosa spp. tuberculata
- Somoleptus glabripennis
- Staphylinus antiquus spp. cubae
- Styngetus cupripennis
- Styngetus goudoti
- Styngetus sharpi
- Styngetus viduus
- Thyreocephalus subtilis
- Xantholinus corallipes
- Xantholinus illucens
- Xantholinus pectoralis
- Xanthopygus calidus
- Xanthopygus pexus
- Xanthopygus sapphirinus
- Xenopygus punctatus

## Myśliczki(Steninae)
W Wenezueli stwierdzono m.in:
- Stenus scutiger